# Pittore di Lykourgos
Pittore di Lykourgos (oltre alla versione italiana di Pittore di Licurgo in alcune altre lingue viene spesso latinizzato: p.e. in inglese Lycurgus painter) (fl. 360 a.C. / 340 a.C.) è il nome convenzionale adottato per un ceramografo apulo a figure rosse.

## Attività
Lavorò a Taranto, proseguendo il Pittore di Sisifo e il Pittore dell'Ilioupersis ne sviluppò gli stilemi. È riconducibile alla seconda fase dello Stile Ornato, nel periodo cosiddetto Medio Pugliese. Il nome convenzionale deriva da quello di un cratere a calice del British Museum che raffigura sul lato principale la follia del re tracio Licurgo, e dall'altro, Pelope con Ippodamia e Mirtilo, dove rappresentò la gestualità delle figure e l'espressione dei volti visti di tre quarti in modo molto enfatico.

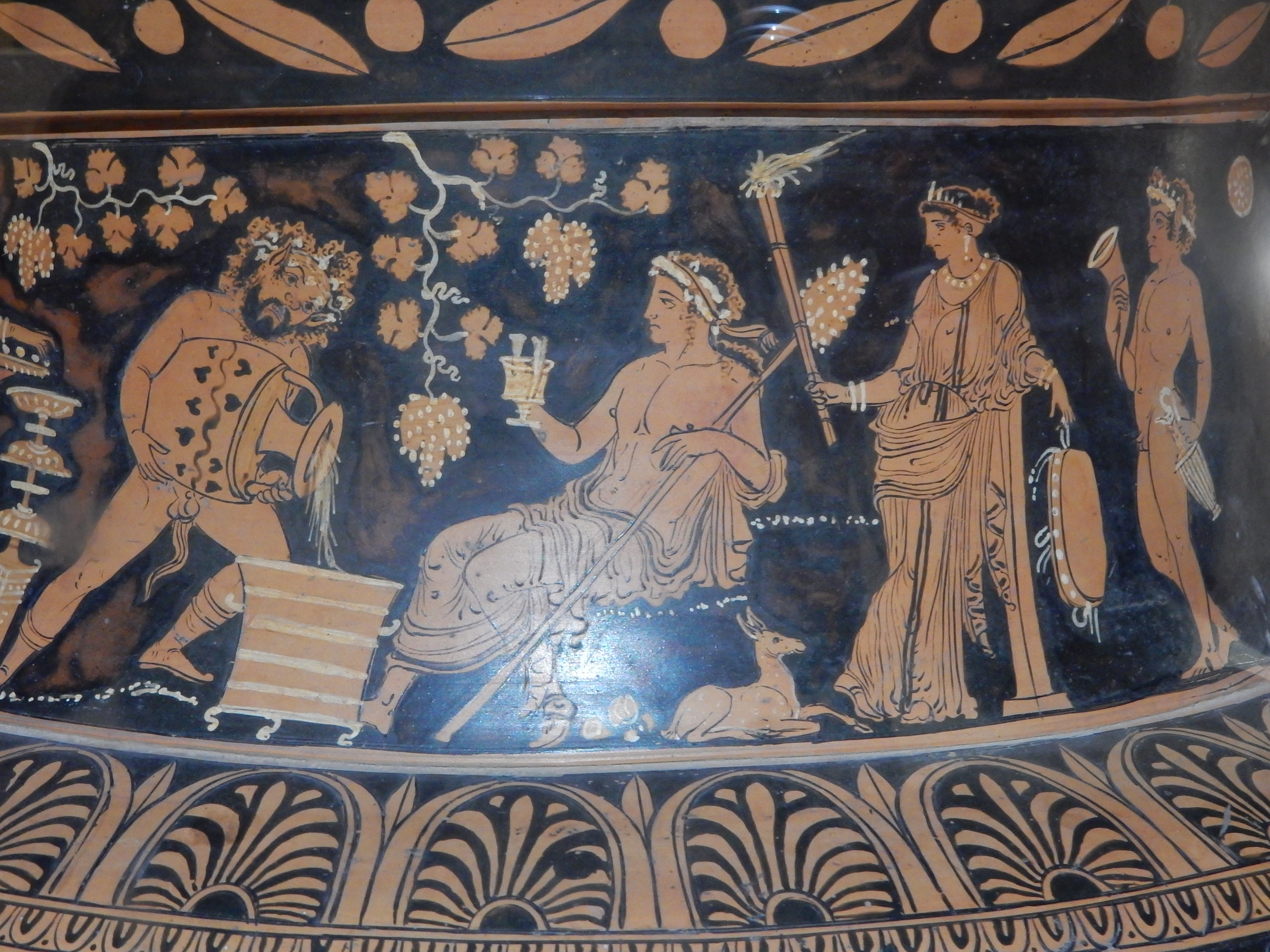
Un satiro mesce del vino in una situla davanti a Dioniso seduto sotto una vigna: collo di un cratere a volute, Ruvo di Puglia, Museo archeologico nazionale Jatta

Questo vaso segna il divenire di un nuovo linguaggio che raggiungerà l'apice nel periodo "pugliese recente", e che inoltre si caratterizza per il doppio registro narrativo, inserendo nella parte superiore le divinità riferite alla vicenda raccontata e le personificazioni che incarnano il castigo divino, come la Furia Lissa.
Questo ceramografo si distinse soprattutto nella decorazione dei crateri a volute, alcuni di dimensioni ragguardevoli, molti dei quali riscoperti nel sito peucetiano di Ruvo. I soggetti rappresentati sono ispirati alla mitologia, alla tragedia e all'epica. È assimilato anche alla corrente cosiddetta del "barocco pugliese", per via delle decorazioni secondarie che dipinse su alcune situlae. Oltre al corpus identificato, è probabile che la sua mano sia rintracciabile anche su vasi dello Stile Semplice classificati in altri gruppi. 

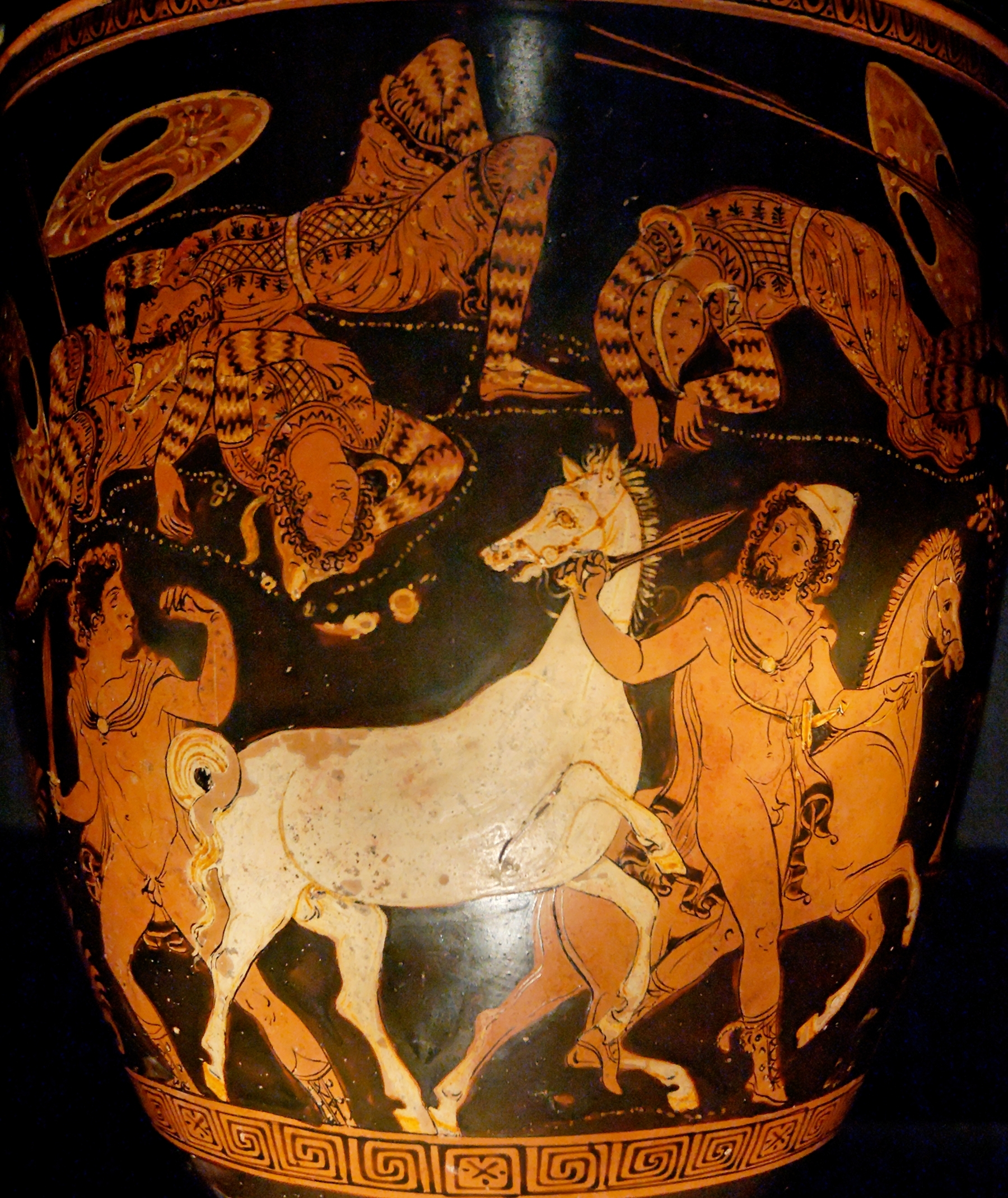
Ulisse e Diomede dopo aver ucciso Rhesos e i suoi, si appropriano dei loro cavalli: situla, Napoli, Museo Archeologico Nazionale

Si può considerare come l'interprete originario di molti temi che verranno ripresi dalla grande bottega del "recente pugliese" del Pittore di Dario e del Pittore degli Inferi (3º quarto del IV secolo a.C.). La sua figura ha inoltre un certo interesse in quanto pare che, pur apulo, possa essere stato maestro del lucano Pittore del Primato.